# Вологий континентальний клімат

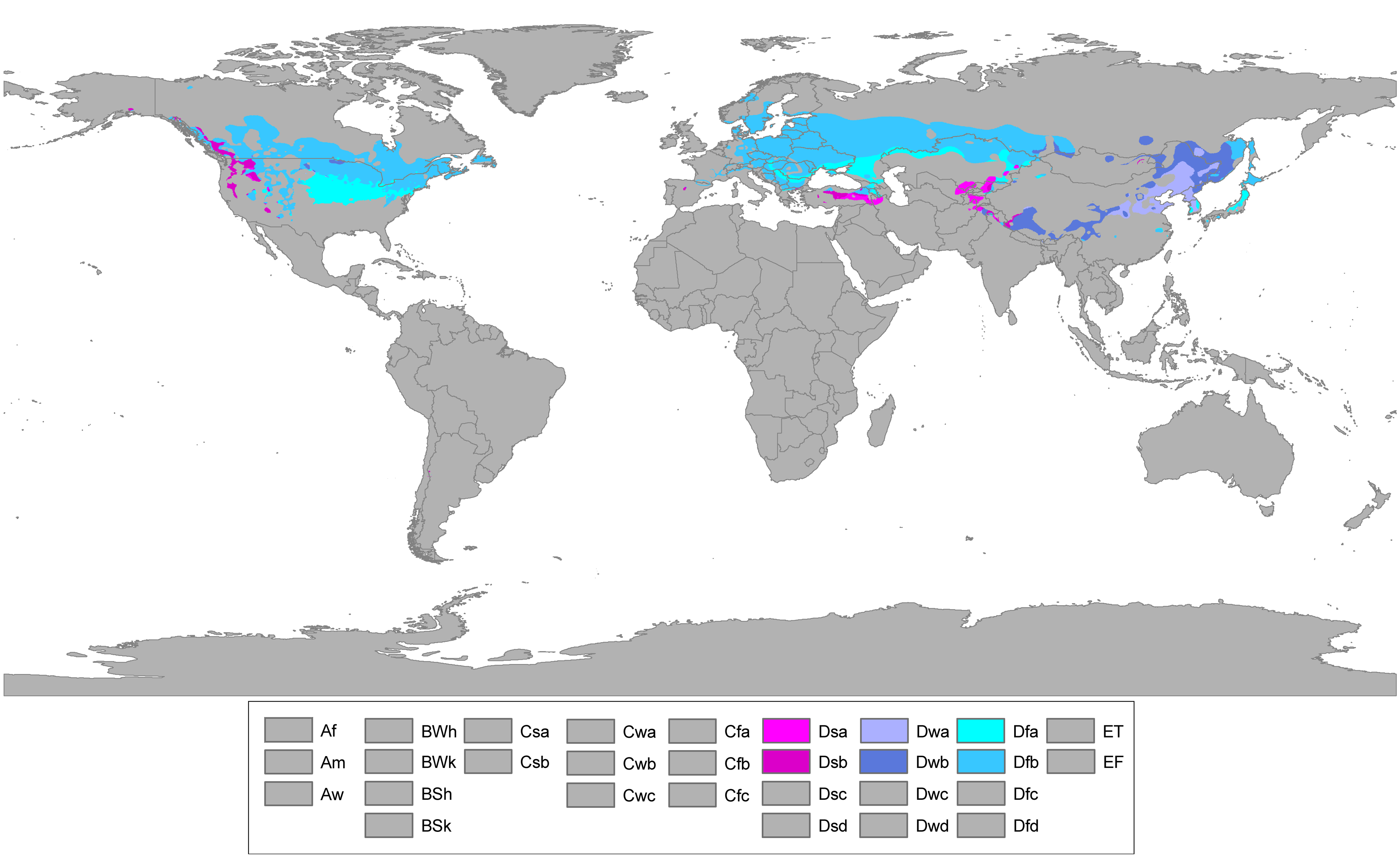
Вологий континентальний клімат

Вологий континентальний клімат (для позначення використовуються латинська велика літера D і малі a або b) — тип клімату, що відрізняється великими сезонними коливаннями температурами повітря, зі спекотним (або теплим) літом і холодною зимою. Для місцевостей з вологим континентальним кліматом середня температура найхолоднішого місяця повинна бути нижче -3 °C, і принаймні 4 місяці на рік середньомісячна температура вище 10 °C.
Опади відносно рівномірно розподілені протягом року. На більшій частині району опади випадають переважно влітку, часто при грозових зливах. Взимку дощі і снігопади в основному сполучені з проходженням циклонів і пов'язаних з ними фронтів. Хоча клімат і визначений, як «вологий», насправді середній рівень вологості не такий високий, але достатній, аби не класифікувати ці райони як «напівпосушливі» або «посушливі».
Вологий континентальний клімат характерний для місцевостей, розташованих, як правило, на північ від 60° північної широти, в центральних і північно-східних районах Азії, Європи та Північної Америки, і не характерний для Південної півкулі внаслідок більшої площі океанів у відповідних широтах, де континентальність клімату пом'якшена.

## Види вологого континентального клімату
Вологий континентальний клімат класифікується в залежності від середньої температури самого спекотного місяця літа і кількості опадів
- a — середня температура найтеплішого місяця перевищує 22 °C (спекотне літо):
  - Dsa — сухий сезон влітку (у найсухіший літній місяць опадів випадає не більше 30 мм, і не перевищує 1/3 від кількості опадів найвологішого зимового місяця);
  - Dwa — сухий сезон взимку (у найсухіший зимовий місяць опадів випадає випадає не більш ніж 1/10 від кількості опадів від найвологішого літнього місяця);
  - Dfa — не підлягає чіткій класифікації;
- b — середня температура найтеплішого місяця перевищує 10 °C (тепле літо):
  - Dsb — сухий сезон влітку;
  - Dwb — сухий сезон взимку;
  - Dfb — не підлягає чіткій класифікації.

## Dfa / Dwa / Dsa: вологий континентальний клімат зі спекотним літом

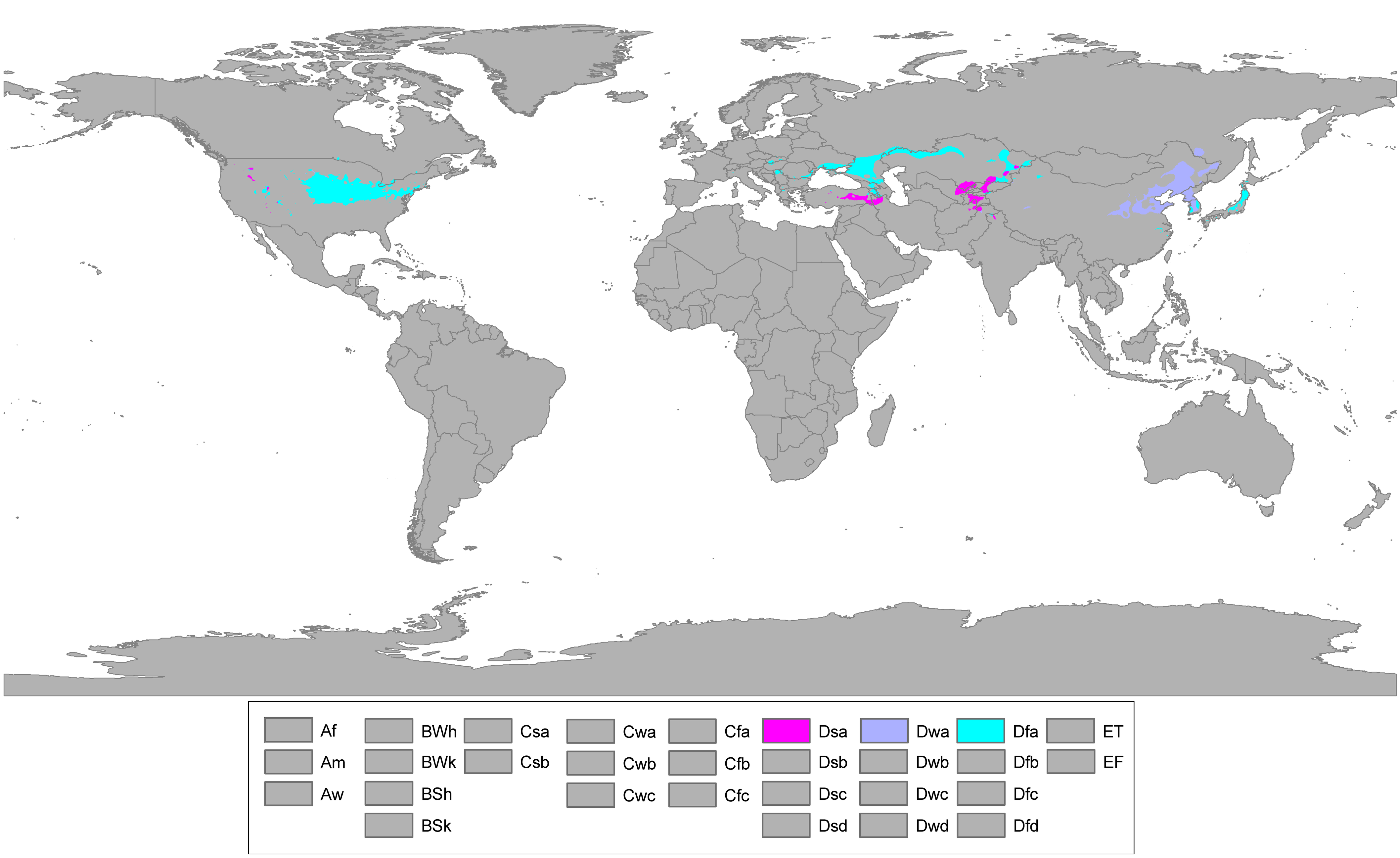
Регіони зі спекотним літом

Клімат регіону класифікують як вологий континентальний клімат з спекотним літом у випадку, якщо середня температура найспекотнішого місяця перевищує 22 °C. Як правило, таким місяцем є липень, в деяких регіонах — серпень. Для цих регіонів характерні суттєві коливання температури повітря протягом року: температура найспекотнішого місяця може перевищувати 32 °C, в той час як середня температура найхолоднішого може опускатися нижче -3,0 °C.
У Європі вологий континентальний клімат з спекотним літом характерний для більшої частини Румунії, Молдови, Півдня України, Середньодунайської низовини (частини Угорщини, Хорватії та Сербії), окремий регіонів півдня Європейської частини Росія. В Азії — для Казахстану, окремих регіонів Ірану, Туреччини, Кашміру в Індії, переважна частина Північно-Східного Китаю, майже всієї Північної Кореї, більшості Південної Кореї та Північної Японії. У Східній Азії вологий континентальний клімат має перехідний характер до мусонного: тут частка опадів, що випадають влітку, значно більше частки зимових опадів. Внаслідок впливу Сибірського антициклону тут відзначаються набагато більш холодні зими, ніж в інших регіонах, розташованих y цих широтах. У Північній Америці вологий континентальний клімат з спекотним літом характерний для Нової Англії і Середньоатлантичних штатів і більшої частини Середнього Заходу США, окремих районів канадської провінції Онтаріо.
Значна частина Центральної Азії, Північно-західного Китаю і Південної Монголії мають температурний режим, близький до вологого континентального клімату, однак внаслідок значно меншої кількості опадів, їхній клімат класифікується як клімат степів (BSk) або пустель (BWk).

## Dfb / Dwb / Dsb: вологий континентальний клімат з теплим літом

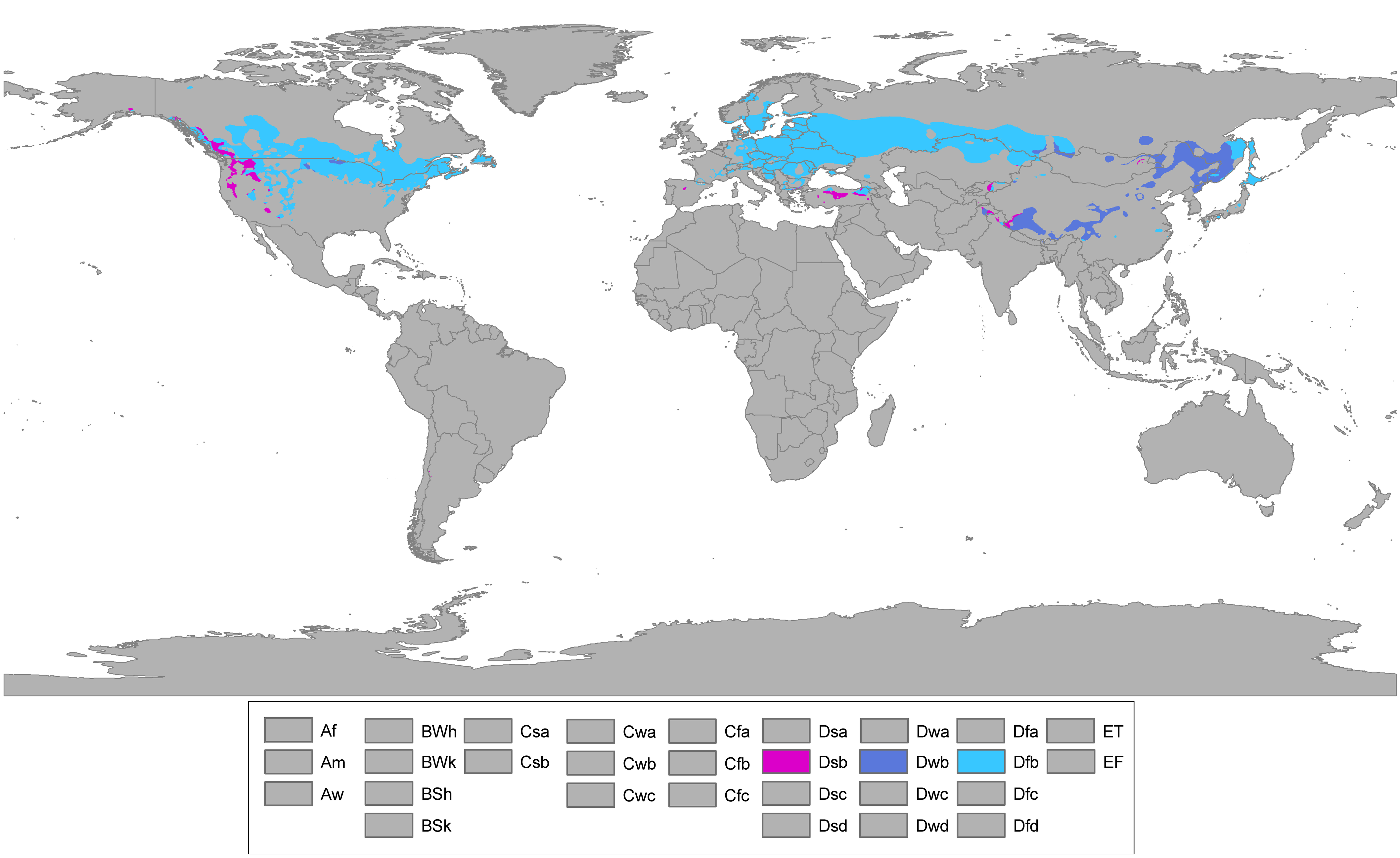
Регіони з теплим літом

Клімат регіону класифікують як вологий континентальний клімат з теплим літом у випадку, якщо середня температура найспекотнішого місяця не перевищує 22 °C. Цей підтип вологого континентального клімату охоплює більшу територію, ніж підтип з спекотним літом. У Північній Америці ця кліматична зона характерна для регіонів, розташованих між 44° і 50° північної широти, як правило, на схід від 100° західної довготи. Однак в регіоні канадських прерій цей підтип вологого континентального клімату спостерігається і в місцевостях, розташованих значно північніше 50° північної широти. У Європі вологий континентальний клімат з теплим літом поширюється аж до 61° північної широти. Цей підтип характерний для центральної Скандинавії, східної Австрії, окремих регіонів Німеччини, більшої частини Польщі, Чехії, Словаччини, України, Північної Румунії. Особливістю клімату прибережних районів центральної Скандинавії є значно більш м'які зими, більш характерні для регіонів з спекотним літом.
Для вологого континентального клімату з теплим літом характерні м'яке літо, довгі холодні зими і меншу середньорічна кількість опадів у порівнянні з регіонами з більш спекотним літом, що, однак, не виключає короткочасних періодів з дуже спекотною погодою.
Велика частина Монголії і окремі регіони Південного Сибіру мають клімат, близький за характеристиками до вологого континентального, однак внаслідок набагато меншої кількості опадів класифікуються як регіони з пустельним або напівпустельним кліматом.